# Hjärter dam
Hjärter dam (Dronningen på danska) är en dansk-svensk dramafilm som hade svensk premiär 26 april 2019. Filmen är regisserad av May el-Toukhy och som tillsammans med Maren Louise Käehne har skrivit manus. Den belönades med Nordiska rådets filmpris och Bodilpriset för bästa danska film.

## Handling
Filmen handlar om den danska advokaten Anne (Trine Dyrholm) och hennes svenska man, Peter (Magnus Krepper), som bor i ett fint hus i en idyllisk förort till Köpenhamn. De lever ett till synes lyckligt liv. Livet vänds dock på ända när Gustav (Gustav Lindh) flyttar in. Gustav är Peters son från ett tidigare förhållande. Anne och styvsonen Gustav inleder med tiden ett förhållande.

## Rollista (i urval)
- Trine Dyrholm – Anne
- Magnus Krepper – Peter
- Gustav Lindh – Gustav
- Liv Esmår Dannemann – Frida
- Silja Esmår Dannemann – Fanny
- Stine Gyldenkerne – Lina
- Preben Kristensen – Erik
- Frederikke Dahl Hansen – ung kvinna
- Ella Solgaard – Sara
- Carla Philip Røder – Amanda